# Джон О'Нілл
Джон О'Нілл (англ. John O'Neill, нар. 11 березня 1958, Деррі) — північноірландський футболіст, захисник.
Насамперед відомий виступами за клуб «Лестер Сіті», а також національну збірну Північної Ірландії.

## Клубна кар'єра
У дорослому футболі дебютував 1977 року виступами за команду клубу «Лестер Сіті», в якій провів десять сезонів, взявши участь у 313 матчах чемпіонату.  Більшість часу, проведеного у складі «Лестер Сіті», був основним гравцем захисту команди.
У 1987 року захищав кольори команди клубу «Квінс Парк Рейнджерс».
Завершив професійну ігрову кар'єру у клубі «Норвіч Сіті», за команду якого провів лише одну офіційну гру у 1988 році.

## Виступи за збірну
У 1980 році дебютував в офіційних матчах у складі національної збірної Північної Ірландії. Протягом кар'єри у національній команді, яка тривала 7 років, провів у формі головної команди країни 39 матчів, забивши 1 гол.
У складі збірної був учасником чемпіонату світу 1982 року в Іспанії, чемпіонату світу 1986 року у Мексиці.